# Forges de Lanouée
Forges de Lanouée é uma comuna francesa na região administrativa da Bretanha, no departamento de Morbihan. Estende-se por uma área de 96.29 km². Em 2010 a comuna tinha 2 244 habitantes (densidade: 23,3 hab./km²).
Foi criada em 1 de janeiro de 2019, após a fusão das antigas comunas de Lanouée (sede da comuna) e Les Forges.